# サウジ・プロフェッショナルリーグ
サウジ・プロリーグ（SPL, アラビア語: دوري المحترفين السعودي）は、サウジアラビアにおけるプロサッカーの最上位リーグである。スポンサーシップによりロシャン・サウジリーグ（RSL, アラビア語: دوري روشن السعودي, ROSHN Saudi League）とも呼称される。

## 概要
サウジ・プロリーグはAFCクラブコンペティションランキングにより、上位3チームにAFCチャンピオンズリーグエリート（ACLE）出場権が与えられる。下位3チームはファーストディヴィジョンリーグに降格となる。
サウジアラビアの政府系ファンドであるパブリック・インベストメント・ファンド (PIF) は「ビジョン2030」の一環として、2023年にアル・アハリ、アル・ヒラル、アル・イテハド、アル・ナスルの75%の株式を取得している。

## 歴史

### 1970年代 - 1990年代
1976年にサウジ・プレミアリーグとして創設された。1970年代前半まではサウジ・キングスカップという国内カップ戦があるのみで、リーグ戦は開催されていなかった。同年にサウジアラビアの各地域を代表するクラブがリーグに参加する形式で、8チームでリーグ戦を開始した。
1981年にリーグのクラブ数増加および2部リーグ創設を決定し、1981-82シーズンはプレミアリーグ8チーム、2部リーグ10チームでリーグを開始。1984-85シーズンにはプレミアリーグのクラブ数は12に増加した。
1990年にリーグのプロ化を決定し、リーグの開催形式を変更した。この当時は2回戦総当りのリーグを開催した後、上位4チームが決勝トーナメントに進出しシーズン王者を決める方式だった。このトーナメント戦は二聖モスクの守護者・リーグカップと呼ばれていた。

### 2000年代 - 2020年代
2007年よりトーナメントが廃止され、通常の2回戦総当りのリーグ形式に移行した。2008-09シーズンより、リーグの名称をサウジ・プロフェッショナルリーグに変更した。また、以前のトーナメント戦はリーグ上位6チームとサウジ・クラウンプリンスカップ王者およびプリンス・ファイサル・カップ王者の合計8チームがトーナメント方式で争うカップ戦へと変更され、名称も二聖モスクの守護者・チャンピオンズカップに変更された。
2009-10シーズンよりザインが5年契約でサウジアラビアサッカー連盟とスポンサー契約を結んだため、ザイン・サウジ・プロフェッショナルリーグと呼ばれていた。2013-14シーズンから2018-19シーズンまでは、アブドゥル・ラティフ・ジャミール（ALJ）がスポンサーとなり、アブドゥル・ラティフ・ジャミール・リーグとなっていた。女性の観戦についても過去には禁止されていたが、2018年からは女性がスタジアムに入りサッカーを見る事が出来るようになった。
2022-23シーズンからはPIFによって設立された不動産デベロッパーであるロシャンが協賛することになり、名称が「ロシャン・サウジリーグ」となった。このシーズンから外国人枠は登録枠が7人から8人に拡大された。2023-24シーズンは各チーム合計10億ドル近い移籍金を使い、プレミアリーグ、ラ・リーガ、セリエA、ブンデスリーガ、リーグアンなど欧州主要リーグを中心に94名もの外国人選手を一挙に獲得し、移籍市場を揺るがした。

## 外国人枠
2024-25シーズンからは外国人登録枠が8人に拡大されるとともに、21歳以下の外国人登録枠が設けられ2人まで登録可能となった。なお、同時出場可能なのは最大8人までとなる。
U-21外国人選手枠が新たに設けられたことを受けて、アル・ヒラルがカイオ・セーザルをヴィトーリア・デ・ギマランイスから、アル・アハリがマッテオ・ダムスをPSVアイントホーフェンから、アル・イテハドがバルセロナ・アトレティックからウナイ・エルナンデスをそれぞれ獲得するなど、スター選手のみならず有望な若手選手の獲得にも拍車がかかった。なお、アル・ナスルがアストン・ヴィラから獲得したジョン・デュランについてはU-21ではなく通常の外国人選手枠で登録されている。

## 2024-25シーズン所属クラブ
| クラブ名             | ホームタウン         | ホームスタジアム                                             |
| -------------------- | -------------------- | ------------------------------------------------------------ |
| アル・カーディシーヤ | アル・コバール       | プリンス・サウド・ビン・ジャラウィ・スタジアム               |
| アル・アハリ         | ジッダ               | キング・アブドゥッラー・スポーツシティ                       |
| アル・イテファク     | ダンマーム           | プリンス・モハメド・ビン・ファハド・スタジアム               |
| アル・ファティフ     | アハサー             | プリンス・アブドゥッラー・ビン・ジャラウィー・スタジアム     |
| アル・フェイハ       | アル・マジマア       | アル・マジマア・スポーツシティ                               |
| アル・ホロード       | アッ・ラス           | アル・ハズム・クラブ・スタジアム                             |
| アル・ヒラル         | リヤド               | キング・ファハド国際スタジアム                               |
| アル・イテハド       | ジッダ               | キング・アブドゥッラー・スポーツシティ                       |
| アル・ハリージュ     | サイハート           | プリンス・モハメド・ビン・ファハド・スタジアム               |
| アル・ナスル         | リヤド               | アル・アウワル・パーク                                       |
| アル・アフドゥードゥ | ナジュラーン         | アル・アフドゥードゥ・クラブ・スタジアム                     |
| アル・ラーイド       | ブライダ             | キング・アブドゥッラー・スポーツシティ・スタジアム           |
| アル・リヤド         | リヤド               | プリンス・トゥルキー・ビン・アブドゥルアズィーズ・スタジアム |
| アル・シャバブ       | リヤド               | プリンス・ファイサル・ビン・ファハド・スタジアム             |
| アル・タアーウン     | ブライダ             | アル・タアーウン・クラブ・スタジアム                         |
| アル・オルーバ       | アッ・ラス           | アル・ハズム・クラブ・スタジアム                             |
| アル・ワフダ         | メッカ               | キング・アブドゥルアズィーズ・スタジアム                     |
| ダマク               | ハミース・ムシャイト | プリンス・スルターン・ビン・アブドゥルアズィーズ・スタジアム |

## 結果

### 歴代順位表
| シーズン | 優勝             | 2位            | 3位                  | 4位              | 5位                | 6位                | 7位                  | 8位                  | 9位                | 10位                 | 11位                 | 12位                 | 13位                 | 14位                 | 15位                 | 16位             | 17位         | 18位         |
| -------- | ---------------- | -------------- | -------------------- | ---------------- | ------------------ | ------------------ | -------------------- | -------------------- | ------------------ | -------------------- | -------------------- | -------------------- | -------------------- | -------------------- | -------------------- | ---------------- | ------------ | ------------ |
| 1999-00  | アル・イテハド   | アル・アハリ   | アル・シャバブ       | アル・ナスル     | アル・ヒラル       | アル・リヤド       | アル・イテファク     | アル・ワフダ         | アル・ナジマ       | シドーズ             | アル・ラエド         | アル・タエー         |                      |                      |                      |                  |              |              |
| 2000-01  | アル・イテハド   | アル・ナスル   | アル・アハリ         | ☆アル・ヒラル    | アル・リヤド       | アル・アンサール   | アル・シャバブ       | アル・イテファク     | アル・ワフダ       | アル・ナジマ         | アル・カーディシーヤ | シドーズ             |                      |                      |                      |                  |              |              |
| 2001-02  | アル・ヒラル     | アル・イテハド | アル・ナスル         | アル・アハリ     | アル・リヤド       | アル・ショウラ     | アル・イテファク     | アル・ナジマ         | アル・シャバブ     | アル・タエー         | アル・ワフダ         | アル・アンサール     |                      |                      |                      |                  |              |              |
| 2002-03  | アル・イテハド   | アル・アハリ   | アル・カーディシーヤ | アル・ナスル     | アル・ヒラル       | アル・シャバブ     | アル・タエー         | アル・イテファク     | アル・ショウラ     | アル・リヤド         | アル・ラエド         | アル・ナジマ         |                      |                      |                      |                  |              |              |
| 2003-04  | アル・シャバブ   | アル・イテハド | アル・アハリ         | アル・ヒラル     | アル・イテファク   | アル・ナスル       | アル・カーディシーヤ | アル・ワフダ         | アル・タエー       | アル・リヤド         | アル・ショウラ       | アル・ハリージュ     |                      |                      |                      |                  |              |              |
| 2004-05  | アル・ヒラル     | アル・シャバブ | アル・イテハド       | アル・ナスル     | アル・アハリ       | アル・ワフダ       | アル・カーディシーヤ | アル・タエー         | アル・イテファク   | アル・アンサール     | アル・リヤド         | オホド               |                      |                      |                      |                  |              |              |
| 2005-06  | アル・シャバブ   | アル・ヒラル   | アル・イテハド       | アル・アハリ     | アル・イテファク   | アル・ナスル       | アル・ハゼム         | アル・カーディシーヤ | アル・ワフダ       | アル・タエー         | アブハ               | アル・アンサール     |                      |                      |                      |                  |              |              |
| 2006-07  | アル・イテハド   | アル・ヒラル   | アル・ワフダ         | アル・シャバブ   | アル・アハリ       | アル・イテファク   | アル・タエー         | アル・ハゼム         | アル・ナスル       | アル・カーディシーヤ | アル・ファイサリー   | アル・ハリージュ     |                      |                      |                      |                  |              |              |
| 2007-08  | アル・ヒラル     | アル・イテハド | アル・シャバブ       | アル・イテファク | アル・ナスル       | アル・ワフダ       | アル・ハゼム         | アル・アハリ         | アル・ワタニ       | ナジュラン           | アル・タエー         | アル・カーディシーヤ |                      |                      |                      |                  |              |              |
| 2008-09  | アル・イテハド   | アル・ヒラル   | アル・アハリ         | アル・シャバブ   | アル・ナスル       | アル・イテファク   | アル・ワフダ         | アル・ハゼム         | ナジュラン         | アル・ラエド         | アブハ               | アル・ワタニ         |                      |                      |                      |                  |              |              |
| 2009-10  | アル・ヒラル     | アル・イテハド | アル・ナスル         | アル・シャバブ   | アル・ワフダ       | アル・アハリ       | アル・ハゼム         | アル・ファティフ     | アル・イテファク   | アル・カーディシーヤ | アル・ラエド         | ナジュラン           |                      |                      |                      |                  |              |              |
| 2010-11  | アル・ヒラル     | アル・イテハド | アル・イテファク     | アル・シャバブ   | アル・ナスル       | アル・アハリ       | アル・ファイサリー   | アル・タアーウン     | アル・ファティフ   | アル・ラエド         | ナジュラン           | アル・カーディシーヤ | アル・ワフダ         | アル・ハゼム         |                      |                  |              |              |
| 2011-12  | アル・シャバブ   | アル・アハリ   | アル・ヒラル         | アル・イテファク | アル・イテハド     | アル・ファティフ   | アル・ナスル         | アル・ファイサリー   | ナジュラン         | アル・ラエド         | ハジェル             | アル・タアーウン     | アル・カーディシーヤ | アル・アンサール     |                      |                  |              |              |
| 2012-13  | アル・ファティフ | アル・ヒラル   | アル・シャバブ       | アル・ナスル     | アル・アハリ       | アル・イテファク   | アル・イテハド       | アル・ラエド         | アル・ショウラ     | ナジュラン           | アル・ファイサリー   | アル・タアーウン     | ハジェル             | アル・ワフダ         |                      |                  |              |              |
| 2013-14  | アル・ナスル     | アル・ヒラル   | アル・アハリ         | アル・シャバブ   | アル・タアーウン   | アル・ファイサリー | アル・イテハド       | アル・オロバ         | アル・ラエド       | アル・ファティフ     | ナジュラン           | アル・ショウラ       | アル・イテファク     | アル・ナーダ         |                      |                  |              |              |
| 2014-15  | アル・ナスル     | アル・アハリ   | アル・ヒラル         | アル・イテハド   | アル・シャバブ     | アル・ファティフ   | アル・ファイサリー   | アル・ハリージュ     | アル・タアーウン   | ハジェル             | アル・ラエド         | ナジュラン           | アル・ショウラ       | アル・オロバ         |                      |                  |              |              |
| 2015-16  | アル・アハリ     | アル・ヒラル   | アル・イテハド       | アル・タアーウン | アル・ファティフ   | アル・シャバブ     | アル・ハリージュ     | アル・ナスル         | アル・ワフダ       | アル・ファイサリー   | アル・カーディシーヤ | アル・ラエド         | ナジュラン           | ハジェル             |                      |                  |              |              |
| 2016-17  | アル・ヒラル     | アル・アハリ   | アル・ナスル         | アル・イテハド   | アル・ラエド       | アル・シャバブ     | アル・タアーウン     | アル・ファティフ     | アル・ファイサリー | アル・カーディシーヤ | アル・イテファク     | アル・バーティン     | アル・ハリージュ     | アル・ワフダ         |                      |                  |              |              |
| 2017-18  | アル・ヒラル     | アル・アハリ   | アル・ナスル         | アル・イテファク | アル・ファティフ   | アル・ファイサリー | アル・タアーウン     | アル・フェイハ       | アル・イテハド     | アル・シャバブ       | アル・バーティン     | アル・カーディシーヤ | アル・ラエド         | オホド               |                      |                  |              |              |
| 2018-19  | アル・ナスル     | アル・ヒラル   | アル・タアーウン     | アル・アハリ     | アル・シャバブ     | アル・ファイサリー | アル・ワフダ         | アル・ラエド         | アル・ファティフ   | アル・イテハド       | アル・イテファク     | アル・フェイハ       | アル・ハゼム         | アル・カーディシーヤ | アル・バーティン     | オホド           |              |              |
| 2019-20  | アル・ヒラル     | アル・ナスル   | アル・アハリ         | アル・ワフダ     | アル・ファイサリー | アル・ラエド       | アル・シャバブ       | アル・イテファク     | アブハ             | ダマク               | アル・イテハド       | アル・タアーウン     | アル・ファティフ     | アル・フェイハ       | アル・ハゼム         | アル・アダル     |              |              |
| 2020-21  | アル・ヒラル     | アル・シャバブ | アル・イテハド       | アル・タアーウン | アル・イテファク   | アル・ナスル       | アル・ファティフ     | アル・アハリ         | アル・ファイサリー | アル・ラエド         | ダマク               | アル・バーティン     | アブハ               | アル・カーディシーヤ | アル・ワフダ         | アル・アイン     |              |              |
| 2021-22  | アル・ヒラル     | アル・イテハド | アル・ナスル         | アル・シャバブ   | ダマク             | アル・タエー       | アル・ラエド         | アル・ファティフ     | アブハ             | アル・フェイハ       | アル・イテファク     | アル・タアーウン     | アル・バーティン     | アル・ファイサリー   | アル・アハリ         | アル・ハゼム     |              |              |
| 2022-23  | アル・イテハド   | アル・ナスル   | アル・ヒラル         | アル・シャバブ   | アル・タアーウン   | アル・ファティフ   | アル・イテファク     | ダマク               | アル・タエー       | アル・ラエド         | アル・フェイハ       | アブハ               | アル・ワフダ         | アル・ハリージュ     | アル・アダル         | アル・バーティン |              |              |
| 2023-24  | アル・ヒラル     | アル・ナスル   | アル・アハリ         | アル・タアーウン | アル・イテハド     | アル・イテファク   | アル・ファティフ     | アル・シャバブ       | アル・フェイハ     | ダマク               | アル・ハリージュ     | アル・ラーイド       | アル・ワフダ         | アル・リヤド         | アル・アフドゥードゥ | アブハ           | アル・タエー | アル・ハズム |
| 2024-25  |                  |                |                      |                  |                    |                    |                      |                      |                    |                      |                      |                      |                      |                      |                      |                  |              |              |

 ACLE・ACLグループリーグ出場（国内カップ優勝枠を含む） 
 ACLE・ACLプレーオフ出場 
 ACL2出場 
 降格 
- 2006-07シーズンまではリーグ戦上位4チームによるプレーオフの最終結果に基づく順位を記載。

### 歴代優勝クラブ
| - 1974-75: アル・ナスル - 1976-77: アル・ヒラル - 1977-78: アル・アハリ - 1978-79: アル・ヒラル - 1979-80: アル・ナスル - 1980-81: アル・ナスル - 1981-82: アル・イテハド - 1982-83: アル・イテファク - 1983-84: アル・アハリ - 1984-85: アル・ヒラル - 1985-86: アル・ヒラル - 1986-87: アル・イテファク - 1987-88: アル・ヒラル - 1988-89: アル・ナスル - 1989-90: アル・ヒラル - 1990-91: アル・シャバブ - 1991-92: アル・シャバブ - 1992-93: アル・シャバブ - 1993-94: アル・ナスル - 1994-95: アル・ナスル |  | - 1995-96: アル・ヒラル - 1996-97: アル・イテハド - 1997-98: アル・ヒラル - 1998-99: アル・イテハド - 1999-2000: アル・イテハド - 2000-01: アル・イテハド - 2001-02: アル・ヒラル - 2002-03: アル・イテハド - 2003-04: アル・シャバブ - 2004-05: アル・ヒラル - 2005-06: アル・シャバブ - 2006-07: アル・イテハド - 2007-08: アル・ヒラル - 2008-09: アル・イテハド - 2009-10: アル・ヒラル - 2010-11: アル・ヒラル - 2011-12: アル・シャバブ - 2012-13: ファティフ - 2013-14: アル・ナスル - 2014-15: アル・ナスル |  | - 2015-16: アル・アハリ - 2016-17: アル・ヒラル - 2017-18: アル・ヒラル - 2018-19: アル・ナスル - 2019-20: アル・ヒラル - 2020-21: アル・ヒラル - 2021-22: アル・ヒラル - 2022-23: アル・イテハド - 2023-24: アル・ヒラル - 2024-25: アル・イテハド - 2025-26: |

### クラブ別優勝回数
| クラブ名         | 回数 | 優勝年度 |
| ---------------- | ---- | --- |
| アル・ヒラル     | 19   | 1976-77,1978-79,1984-85,1985-86,1987-88,1989-90,1995-96,1997-98,2001-02,2004-05,2007-08, 2009-10,2010-11,2016-17,2017-18,2019-20,2020-21,2021-22,2023-24 |
| アル・イテハド   | 10   | 1981-82,1996-97,1998-99,1999-2000,2000-01,2002-03,2006-07,2008-09,2022-23,2024-25                                                                        |
| アル・ナスル     | 9    | 1974-75,1979-80,1980-81,1988-89,1993-94,1994-95,2013-14,2014-15,2018-19                                                                                  |
| アル・シャバブ   | 6    | 1990-91,1991-92,1992-93,2003-04,2005-06,2011-12 |
| アル・アハリ     | 3    | 1977-78,1983-84,2015-16 |
| アル・イテファク | 2    | 1982-83,1986-87 |
| ファティフ       | 1    | 2012-13 |

## 統計

### 通算得点数
2025年5月27日現在
| 順位 | 選手                           | 期間      | 得点 | 出場 |
| ---- | ------------------------------ | --------- | ---- | ---- |
| 1    | マージド・アブドゥッラー       | 1977-1997 | 189  | 194  |
| 2    | ナーセル・アッ＝シャムラーニー | 2003-2019 | 167  | 301  |
| 3    | オマル・アッ＝ソーマ           | 2014-     | 155  | 197  |
| 4    | アブデルラザク・ハムダラー     | 2018-     | 150  | 163  |
| 5    | ファハド・アル＝ハムダン       | 1984-2000 | 120  | 252  |
| 6    | ヤセル・アル＝カフタニ         | 2000-2018 | 112  | 206  |
| 7    | ムハンマド・アル＝サフラウィ   | 2005-2022 | 111  | 257  |
| 8    | サーミー・アル＝ジャービル     | 1988-2007 | 101  | 268  |
| 9    | ハムザ・イドリース             | 1992-2007 | 96   | N/A  |
| 10   | オバイド・アル＝ドサリ         | 1996-2005 | 91   | N/A  |

### 歴代得点王
| シーズン  | 国籍                              | 選手                                                    | 所属クラブ                            | 得点 |
| --------- | --------------------------------- | ------------------------------------------------------- | ------------------------------------- | ---- |
| 1974-75   | サウジアラビアの旗                | モハマドS.アブデリ                                      | アル・ナスル                          | 13   |
| 1976-77   | サウジアラビアの旗                | ナセル・イード                                          | アル・カーディシーヤ                  | 12   |
| 1977-78   | サウジアラビアの旗                | モタマド・ホジャリ                                      | アル・アハリ                          | 14   |
| 1978-79   | サウジアラビアの旗                | マージド・アブドゥッラー                                | アル・ナスル                          | 13   |
| 1979-80   | サウジアラビアの旗                | マージド・アブドゥッラー                                | アル・ナスル                          | 17   |
| 1980-81   | サウジアラビアの旗                | マージド・アブドゥッラー                                | アル・ナスル                          | 21   |
| 1981-82   | サウジアラビアの旗                | ハリド・アル＝マアジル                                  | アル・シャバブ                        | 22   |
| 1982-83   | サウジアラビアの旗                | マージド・アブドゥッラー                                | アル・ナスル                          | 14   |
| 1983-84   | サウジアラビアの旗                | フッサム・アブ＝ダウッド                                | アル・アハリ                          | 14   |
| 1984-85   | サウジアラビアの旗                | ハタール・ドサリ                                        | アル・ヒラル                          | 15   |
| 1985-86   | サウジアラビアの旗                | マージド・アブドゥッラー                                | アル・ナスル                          | 15   |
| 1986-87   | サウジアラビアの旗                | モハマド・スワイディ                                    | アル・イテハド                        | 17   |
| 1987-88   | サウジアラビアの旗                | ハリド・アル＝マアジル                                  | アル・シャバブ                        | 12   |
| 1988-89   | サウジアラビアの旗                | マージド・アブドゥッラー                                | アル・ナスル                          | 19   |
| 1989-90   | サウジアラビアの旗                | サーミー・アル＝ジャービル                              | アル・ヒラル                          | 16   |
| 1990-91   | サウジアラビアの旗                | ファハド・アル＝メハレル                                | アル・シャバブ                        | 20   |
| 1991-92   | サウジアラビアの旗                | サイード・アル＝オワイラン                              | アル・シャバブ                        | 16   |
| 1992-93   | サウジアラビアの旗                | サーミー・アル＝ジャービル                              | アル・ヒラル                          | 18   |
| 1993-94   | セネガルの旗                      | ムサ・ンダオ                                            | アル・ヒラル                          | 15   |
| 1994-95   | サウジアラビアの旗                | ファハド・アル＝ハムダン                                | アル・リヤド                          | 15   |
| 1995-96   | ガーナの旗                        | オーフェン・ケネディ                                    | アル・ナスル                          | 14   |
| 1996-97   | モロッコの旗                      | アフメド・バハジャ                                      | アル・イテハド                        | 21   |
| 1997-98   | サウジアラビアの旗                | スライマン・アル＝ハダイシー                            | アル・ナジマ                          | 15   |
| 1998-99   | サウジアラビアの旗                | オベイド・アル＝ドサリ                                  | アル・ワフダ・メッカ                  | 20   |
| 1999-2000 | サウジアラビアの旗                | ハムザ・イドリース                                      | アル・イテハド                        | 33   |
| 2000-01   | アンゴラの旗                      | パウロ・ダ・シルヴァ                                    | アル・イテファク                      | 13   |
| 2001-02   | セネガルの旗                      | ダイエン・フェイ                                        | アル・リヤド                          | 10   |
| 2002-03   | エクアドルの旗                    | カルロス・テノリオ                                      | アル・ナスル                          | 15   |
| 2003-04   | ガーナの旗                        | ゴドウィン・アットラム                                  | アル・シャバブ                        | 15   |
| 2004-05   | ブラジルの旗                      | セルジオ・リカルド                                      | アル・イテハド                        | 15   |
| 2005-06   | サウジアラビアの旗                | エイサ・アル＝メヒアニ                                  | アル・ワフダ・メッカ                  | 16   |
| 2006-07   | ガーナの旗                        | ゴドウィン・アットラム                                  | アル・シャバブ                        | 13   |
| 2007-08   | サウジアラビアの旗                | ナーセル・アッ＝シャムラーニー                          | アル・シャバブ                        | 18   |
| 2008-09   | サウジアラビアの旗 · モロッコの旗 | ナーセル・アッ＝シャムラーニー ヒシャム・アブシェルアン | アル・シャバブ・リヤド アル・イテハド | 12   |
| 2009-10   | サウジアラビアの旗                | ムハンマド・アッ＝シャルフーブ                          | アル・ヒラル                          | 12   |
| 2010-11   | サウジアラビアの旗                | ナーセル・アッ＝シャムラーニー                          | アル・シャバブ                        | 17   |
| 2011-12   | サウジアラビアの旗 · ブラジルの旗 | ナーセル・アッ＝シャムラーニー ヴィクトール・シモンス   | アル・シャバブ アル・アハリ           | 21   |
| 2012-13   | アルゼンチンの旗                  | セバスティアン・タグリアブエ                            | アル・シャバブ                        | 19   |
| 2013-14   | サウジアラビアの旗                | ナーセル・アッ＝シャムラーニー                          | アル・ヒラル                          | 21   |
| 2014-15   | シリアの旗                        | オマル・アッ＝ソーマ                                    | アル・アハリ                          | 22   |
| 2015-16   | シリアの旗                        | オマル・アッ＝ソーマ                                    | アル・アハリ                          | 27   |
| 2016-17   | シリアの旗                        | オマル・アッ＝ソーマ                                    | アル・アハリ                          | 24   |
| 2017-18   | チリの旗                          | ロニー・フェルナンデス                                  | アル・フェイハ                        | 13   |
| 2018-19   | モロッコの旗                      | アブデルラザク・ハムダラー                              | アル・ナスル                          | 34   |
| 2019-20   | モロッコの旗                      | アブデルラザク・ハムダラー                              | アル・ナスル                          | 29   |
| 2020-21   | フランスの旗                      | バフェティンビ・ゴミス                                  | アル・ヒラル                          | 24   |
| 2021-22   | ナイジェリアの旗                  | オディオン・イガロ                                      | アル・ヒラル                          | 24   |
| 2022-23   | モロッコの旗                      | アブデルラザク・ハムダラー                              | アル・イテハド                        | 21   |
| 2023-24   | ポルトガルの旗                    | クリスティアーノ・ロナウド                              | アル・ナスル                          | 35   |
| 2024-25   | ポルトガルの旗                    | クリスティアーノ・ロナウド                              | アル・ナスル                          | 25   |
| 2025-26   |                                   |                                                         |                                       |      |

## 国際大会での戦績
- FIFAクラブワールドカップ準優勝：1回
  - アル・ヒラル（2022）
- AFCチャンピオンズリーグエリート優勝：7回[注釈 4]
  - アル・ヒラル（1992, 2000, 2019, 2021）
  - アル・イテハド（2004, 2005）
  - アル・アハリ（2024-25）
- AFCチャンピオンズリーグエリート準優勝：10回[注釈 5]
  - アル・イテハド（2009）
  - アル・アハリ（1986, 2012）
  - アル・ヒラル（1987, 1988, 2014, 2017, 2022）
  - アル・シャバブ（1993）
  - アル・ナスル（1996）
- アラブ・クラブ・チャンピオンズカップ優勝：9回
  - アル・イテファク（1984, 1988）
  - アル・シャバブ（1992, 1999）
  - アル・ヒラル（1994, 1995）
  - アル・アハリ（2002）
  - アル・イテハド（2005）
  - アル・ナスル（2023）
- アラブ・クラブ・チャンピオンズカップ準優勝：7回
  - アル・ヒラル（1989, 2019, 2023）
  - アル・イテハド（1987, 1994, 2020）
  - アル・シャバブ（1998）

## テレビ放送

### サウジ放送局による世界配信
サウジ・プロリーグはサウジアラビア資本の大型放送局MBCグループに属する Saudi Sports Channel（SSC）チャンネルが、独占放映権を保持している。
同社は既に試合映像提供の世界展開を済ませており、MBCの動画配信プラットフォーム شاهد（Shahid, シャーヒド）を通じ全世界に向けてライブ放送、試合録画オンデマンド動画、注目プレー特集などが配信されている。
日本で全試合の映像を視聴する場合はこのShahidを利用する形となる。ウェブサイト 上でのサブスクリプション、もしくは iOS や Android 向けのアプリストア経由でスポーツパックに加入する。

### 日本における配信
2023年8月4日、SPOTV NOWがサウジ・プロリーグの一部試合を独占配信すると発表した。注目試合は日本語実況付きの放送となる。なお、LIVE SPORTS MEDIAは「U-NEXTのSPOTV NOWパックでは配信されません」と説明している。

## 論争
2023年夏にサウジアラビアのクラブが世界的なスター選手を多数獲得したことについて、人権活動家やスポーツジャーナリストはサウジ政府によるスポーツウォッシングだと批判している。
また、サウジアラビア代表選手のほとんどは国内リーグでプレーしており、近年の外国人枠の拡大とスター選手らの大量流入によって自国選手の出場機会減少と代表の弱体化に繋がることを懸念する声も出ている。